# Pseudotaeniacanthus puhi
Pseudotaeniacanthus puhi är en kräftdjursart som beskrevs av Lewis 1967. Pseudotaeniacanthus puhi ingår i släktet Pseudotaeniacanthus och familjen Taeniacanthidae. Inga underarter finns listade i Catalogue of Life.